# Olympische Sommerspiele 2020/Teilnehmer (Bangladesch)
| Gelbes Symbol für Goldmedaillen mit stilisierten Olympischen Ringen | Graues Symbol für Silbermedaillen mit stilisierten Olympischen Ringen | Braundes Symbol für Bronzemedaillen mit stilisierten Olympischen Ringen |
| ------------------------------------------------------------------- | --------------------------------------------------------------------- | ----------------------------------------------------------------------- |
| —                                                                   | —                                                                     | —                                                                       |

Bangladesch nahm an den Olympischen Spielen 2020 in Tokio mit sechs Sportlern in vier Sportarten teil. Es war die insgesamt zehnte Teilnahme an Olympischen Sommerspielen.

## Teilnehmer nach Sportarten

### Bogenschießen
| Athleten                  | Wettbewerb | Qualifikation | Qualifikation | 1. Runde        | 1. Runde | 2. Runde      | 2. Runde      | Achtelfinale  | Achtelfinale  | Viertelfinale | Viertelfinale | Halbfinale    | Halbfinale    | Finale        | Finale        | Rang |
| Athleten                  | Wettbewerb | Ringe         | Rang          | Gegner          | Ergebnis | Gegner        | Ergebnis      | Gegner        | Ergebnis      | Gegner        | Ergebnis      | Gegner        | Ergebnis      | Gegner        | Ergebnis      | Rang |
| ------------------------- | ---------- | ------------- | ------------- | --------------- | -------- | ------------- | ------------- | ------------- | ------------- | ------------- | ------------- | ------------- | ------------- | ------------- | ------------- | ---- |
| Frauen                    |            |               |               |                 |          |               |               |               |               |               |               |               |               |               |               |      |
| Diya Siddique             | Einzel     | 635           | 36            | K. Dsjominskaja | 5:6      | ausgeschieden | ausgeschieden | ausgeschieden | ausgeschieden | ausgeschieden | ausgeschieden | ausgeschieden | ausgeschieden | ausgeschieden | ausgeschieden | 33   |
| Männer                    |            |               |               |                 |          |               |               |               |               |               |               |               |               |               |               |      |
| Ruman Shana               | Einzel     | 662           | 17            | T. Hall         | 7:3      | C. Duenas     | 4:6           | ausgeschieden | ausgeschieden | ausgeschieden | ausgeschieden | ausgeschieden | ausgeschieden | ausgeschieden | ausgeschieden | 17   |
| Mixed                     |            |               |               |                 |          |               |               |               |               |               |               |               |               |               |               |      |
| Diya Siddique Ruman Shana | Mixed      | 1297          | 16            | —               | —        | —             | —             | Südkorea      | 0:6           | ausgeschieden | ausgeschieden | ausgeschieden | ausgeschieden | ausgeschieden | ausgeschieden | 9    |

### Leichtathletik
Laufen und Gehen 
| Athleten              | Wettbewerb | Runde 1 | Runde 1 | Halbfinale    | Halbfinale    | Finale        | Finale        | Rang          |
| Athleten              | Wettbewerb | Zeit    | Rang    | Zeit          | Rang          | Zeit          | Rang          | Rang          |
| --------------------- | ---------- | ------- | ------- | ------------- | ------------- | ------------- | ------------- | ------------- |
| Männer                |            |         |         |               |               |               |               |               |
| Mohammad Jahir Rayhan | 400 m      | 48,29 s | 8       | ausgeschieden | ausgeschieden | ausgeschieden | ausgeschieden | ausgeschieden |

### Schießen
| Athleten          | Wettbewerb      | Qualifikation   | Qualifikation | Finale          | Finale        | Rang |
| Athleten          | Wettbewerb      | Ringe/ Scheiben | Rang          | Ringe/ Scheiben | Rang          | Rang |
| ----------------- | --------------- | --------------- | ------------- | --------------- | ------------- | ---- |
| Männer            |                 |                 |               |                 |               |      |
| Abdullah Hel Baki | 10 m Luftgewehr | 619,8           | 41            | ausgeschieden   | ausgeschieden | 41   |

### Schwimmen
| Athleten        | Wettbewerb    | Vorlauf | Vorlauf | Halbfinale    | Halbfinale    | Finale        | Finale        | Rang |
| Athleten        | Wettbewerb    | Zeit    | Rang    | Zeit          | Rang          | Zeit          | Rang          | Rang |
| --------------- | ------------- | ------- | ------- | ------------- | ------------- | ------------- | ------------- | ---- |
| Frauen          |               |         |         |               |               |               |               |      |
| Junayna Ahmed   | 50 m Freistil | 29,78 s | 68      | ausgeschieden | ausgeschieden | ausgeschieden | ausgeschieden | 68   |
| Männer          |               |         |         |               |               |               |               |      |
| Md Ariful Islam | 50 m Freistil | 24,81 s | 51      | ausgeschieden | ausgeschieden | ausgeschieden | ausgeschieden | 51   |